# 胡兀鷲
胡兀鷲（學名：Gypaetus barbatus）是胡兀鷲屬中唯一的成員。牠們一般會選擇分佈在歐洲南部、非洲東部、北部和賴索托、西亞、中亞和西藏的高山上產卵，而牠們每次大約能生下一至兩顆蛋。牠們通常會選擇在冬天生蛋，因為這樣做牠們所生的蛋才可以趕上在春天孵化。雖然人們已成功的從阿爾卑斯山引入胡兀鷲，但是胡兀鷲在歐洲仍然是一種非常稀有的猛禽。
雖然胡兀鷲不喜歡吃動物的屍體，但牠們會以一些骨髓做為日常食物的一部分。牠們還會從高空把骨頭丟下，然後再從地上取得那些骨頭的碎片。牠們也因為這種習慣而得到骨頭壓碎機（Bone Crusher）的名稱。

## 外觀
胡兀鷲身長95至125公分，牠們翼展約235至280公分（即91至110英吋），牠們的體重約5至7公斤（即11至15磅）。
成年胡兀鷲的身體和頭呈淺黃色，尾巴和翅膀皆呈灰色。未成熟的胡兀鷲全身都是深色的，一般牠們都要用5年才能完全成熟。通常成年的胡兀鷲都會用泥巴塗在未成熟的胡兀鷲的顎、胸部和腿部的羽毛上。

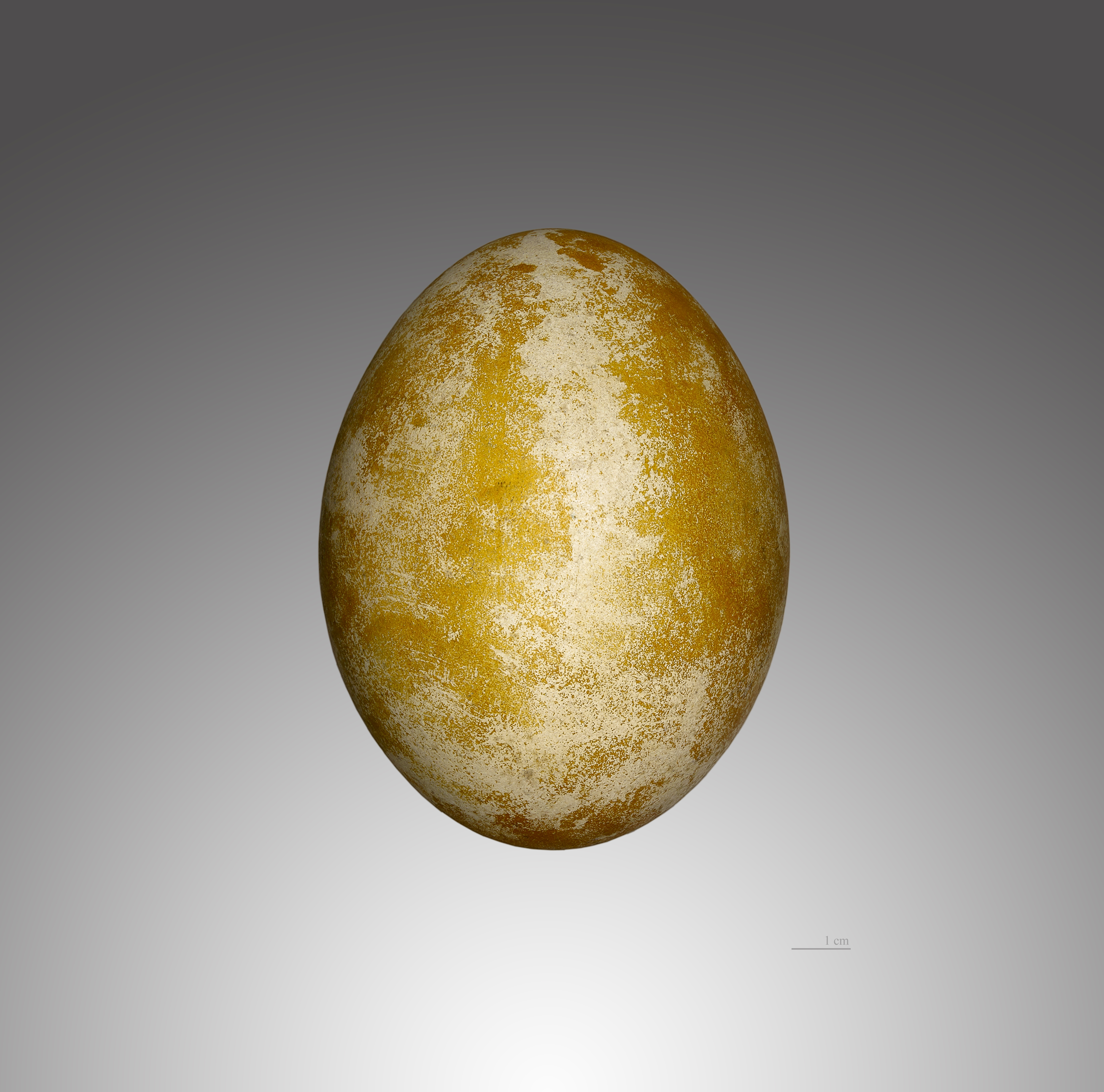
Gypaetus barbatus aureus
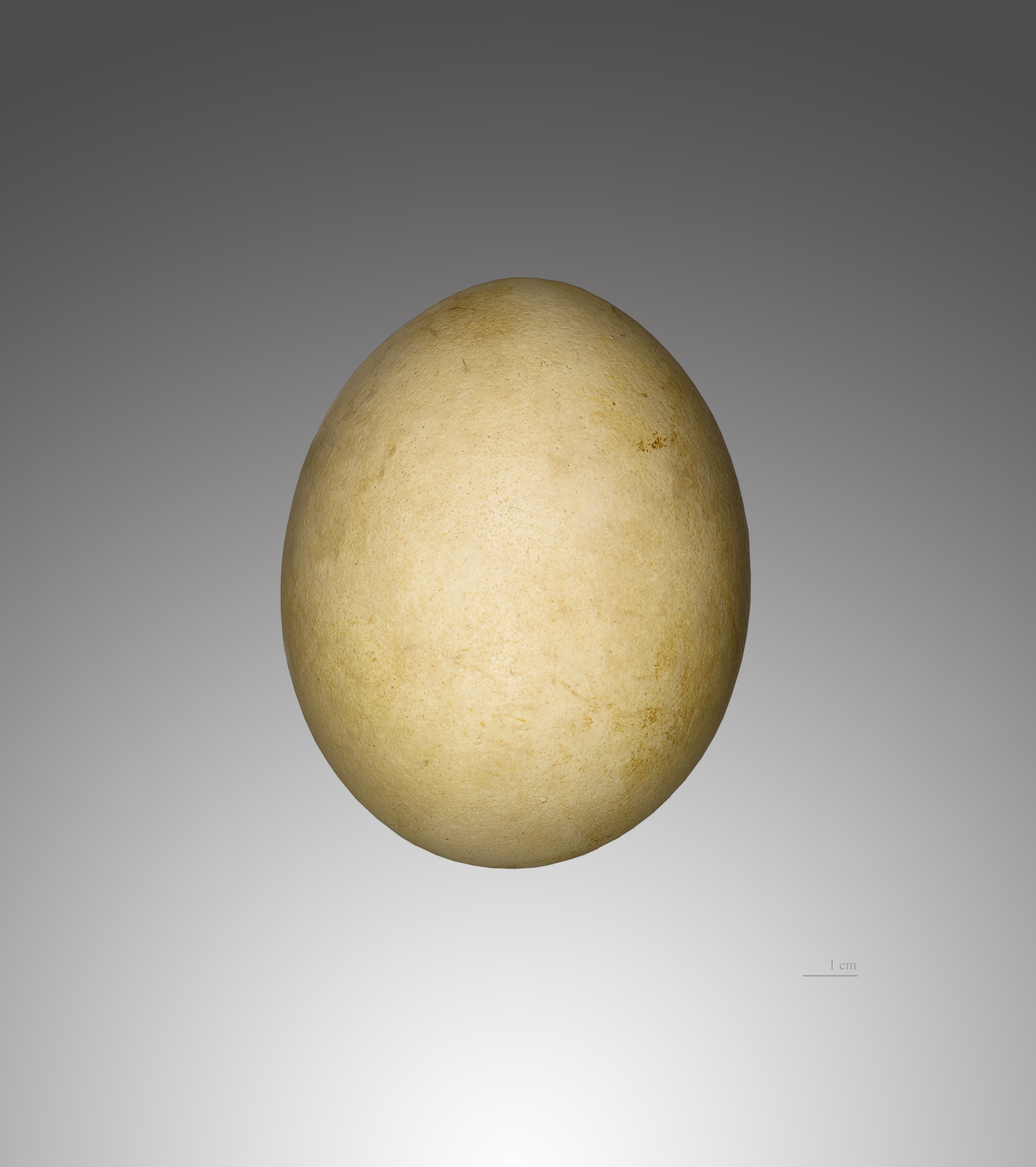
Gypaetus barbatus hemachalanus

## 外部連結
- 胡兀鷲 （页面存档备份，存于）
- 在西班牙的胡兀鷲
- 在阿爾卑斯山拍攝到有關胡兀鷲的照片和影片